# پیچیده‌بالان
پیچیده‌بالان∗ یکی از راسته‌های حشرات از زیرشاخه شش‌پایان∗ هستند.
پیچیده‌بالان حشراتی انگل‌وار∗ هستند که شامل ۶۱۰ گونه می‌شوند.
آن‌ها به صورت انگلی از طریق دیگر حشرات زندگی می‌کنند و میزبانان آن‌ها شامل زنبور، زنجره، سوسک و بید کاغذ∗ است.
حشرات بسیار ریزی هستند که در حالت نوزادی غالباً انگل سایر حشرات می‌باشند. نرهای بالغ زندگی آزاد دارند. طول نرها کمتر از ۴ میلیمتر است و غالباً قهوه‌ای رنگ می‌باشند که در دو طرف سر نرها چشم‌های مرکب برجسته‌ای قرار دارد. به نظر می‌رسد به علت انگلی شدن لاروهای حشرات توسط بال تاب خورده‌ها پروانه‌ها و مخصوصاً زنبورهای جنس Halictus و Andrenaعقیم شوند. بعضی از انواع این حشرات در مبارزه بیولوژیک و کم کردن جمعیت آفات اهمیت دارد.
دو مفصل اول سینه و قطعات دهانی این حشرات خیلی کوچک شده‌اند. مفصل سوم سینه به علت رشد زیاد بزرگ می‌باشد و طول آن تقریباً برار با نصف طول بدن است.
دگردیسی آن‌ها از نوع ساده است. دوره زندگی اشکال انگل موجود در این راسته تا حدودی پیچیده بوده و از نوع دگردیسی هیپرمتامورفوز می‌باشد. افراد نر به محض ظهور به دنبال افراد ماده و با یک ماده جفتگیری می‌کند.
بال جلویی آن‌ها به عضو هالتر مانند شبیه به بال‌های عقبی دو بالان تبدیل شده است. بال عقبی پهن و غشایی با رگبال کمی است.